# Горноправдинське сільське поселення
Горнопра́вдинське сільське поселення (рос. Горноправдинское сельское поселение) — сільське поселення у складі Ханти-Мансійського району Ханти-Мансійського автономного округу Тюменської області Росії.
Адміністративний центр — селище Горноправдинськ.
Населення сільського поселення становить 5024 особи (2017; 5352 у 2010, 5542 у 2002).

## Склад
До складу сільського поселення входять:
| Населений пункт         | Населення, осіб (2002) | Населення, осіб (2010) |
| ----------------------- | ---------------------- | ---------------------- |
| Бобровський, селище     | 515                    | 459                    |
| Горноправдинськ, селище | 4951                   | 4844                   |
| Лугофілинська, присілок | 76                     | 49                     |